# Opportunity 17, Alberta
Opportunity 17, din provincia Alberta, Canada  este un district municipal situat central în Alberta. Districtul se află în Diviziunea de recensământ 17. El se întinde pe suprafața de 29,140.78 km2  și avea în anul 2011 o populație de 3,074 locuitori.
Cities Orașe
--
Towns Localități urbane
--
Villages Sate
--
Summer villages Sate de vacanță
--
Hamlets, cătune
- Calling Lake
- Red Earth Creek
- Sandy Lake
- Wabasca

Așezări
- Calling River
- Centre Calling Lake
- Chipewyan Lake
- North Calling Lake
- Peerless Lake
- Trout Lake

1. 1 2  Population and dwelling counts, for Canada, provinces and territories, and census subdivisions (municipalities), 2016 and 2011 censuses – 100% data (în engleză), 20 februarie 2019